# سراب (فلم 1982)
سراب أو أغنية مملوك (بالفرنسية: La Ballade de Mamlouk) هو فيلم تونسي تشيكوسلوفاكي أُنتج عام 1982.

## قصة الفيلم
مملوك فلاح فقير. يتمكن ذات يوم من إنقاذ ملك البلاد. ولذلك يقرر الملك أن يكافئه بأن يعطيه أرضاً، وهو الشيء الذي يحتاجه أكثر من المال.
يقرر الملك أن يعطي مملوك الأرض التي يستطيع أن ينطلق فيها قبل غروب الشمس. هنا يستبد الطمع بمملوك، ويلهث طوال الوقت للحصول على أكبر مساحةٍ ممكنةٍ من الأرض.

## مصدر
1. ↑  غموض لم يكشف عن فيلم "السراب" نسخة محفوظة 5 يونيو 2022 على موقع واي باك مشين.
2. ↑  محمود قاسم، موسوعة الأفلام العربية، الجزء الثاني، نسخة إلكترونية، لندن، الطبعة الأولى، ديسمبر، 2017، ص 32.

## وصلات خارجية
- مقالات تستعمل روابط فنية بلا صلة مع ويكي بيانات
- سراب على موقع السينما التونسية